# マグブラカ
マグブラカ(Magburaka)は、シエラレオネの都市。人口23,136人（2015年）。国土のほぼ中央に位置する。北部州 (シエラレオネ)に属し、トンコリリ地区の主都である。北部州では州都マケニについで2番目に大きな街であり、シエラレオネ全体でも6番目に大きな街である。州都マケニからは南西に42km、首都フリータウンからは東に135km離れている
。マグブラカはシエラレオネ北部の教育の中心地であり、マグブラカ男子中高一貫校はシエラレオネ有数のエリート校である。ここは、現大統領アーネスト・コロマをはじめとする名士を輩出してきた。政治的には全人民会議の牙城である。多くの民族の混在する町であるため、共通語としてクリオ語がよく使われる。マグブラカで最も人気のあるスポーツはサッカーであり、ゴールデン・ドラゴンFCが本拠を置いている。